# Cynometra cauliflora
Cynometra cauliflora är en ärtväxtart som beskrevs av Carl von Linné. Cynometra cauliflora ingår i släktet Cynometra, och familjen ärtväxter. Inga underarter finns listade i Catalogue of Life.

## Bildgalleri

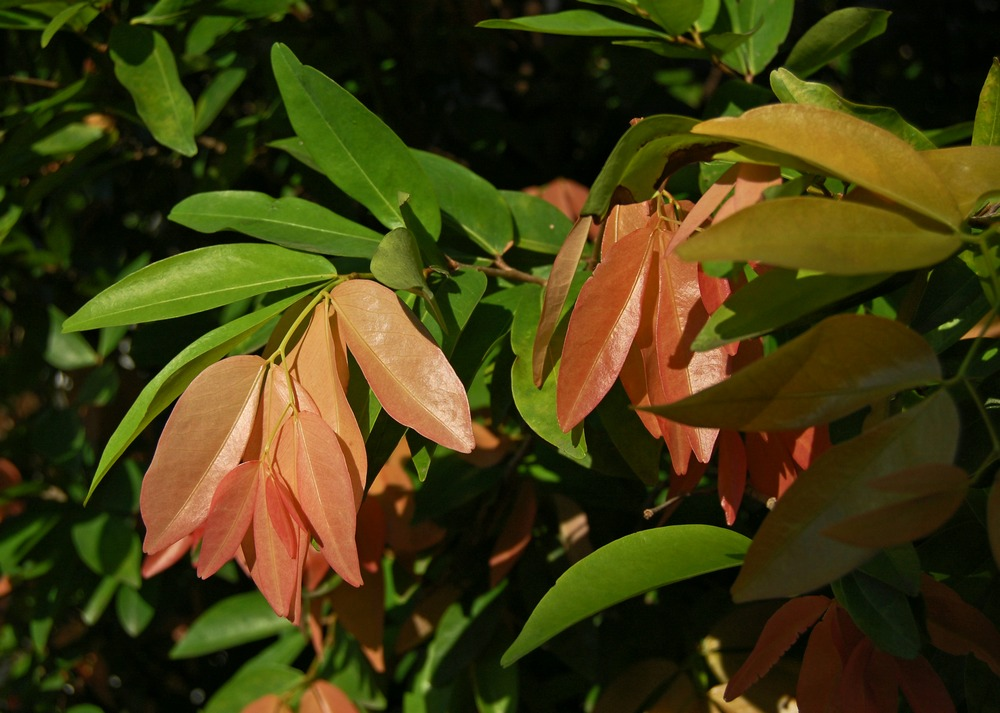
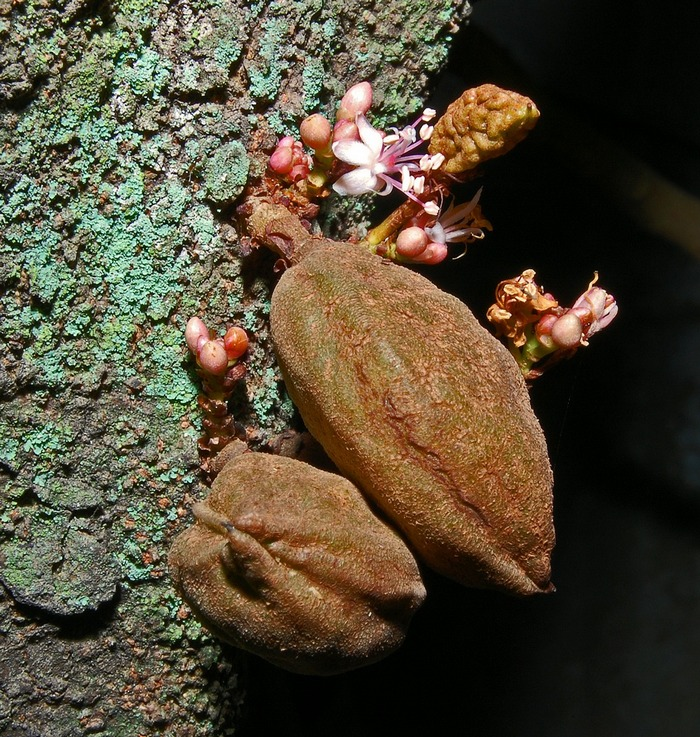
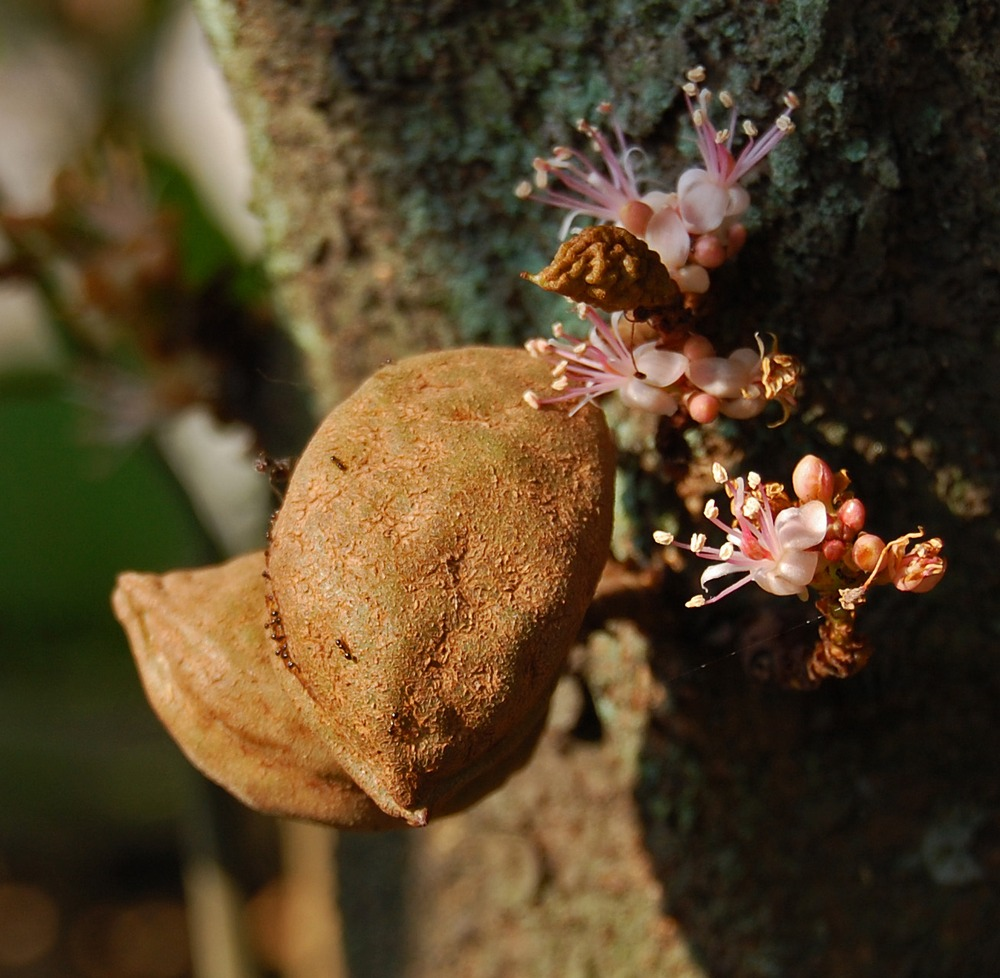
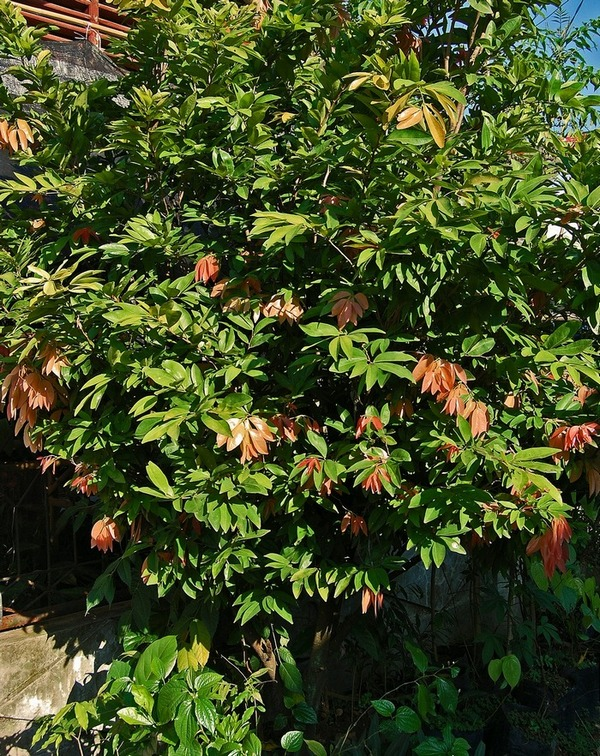
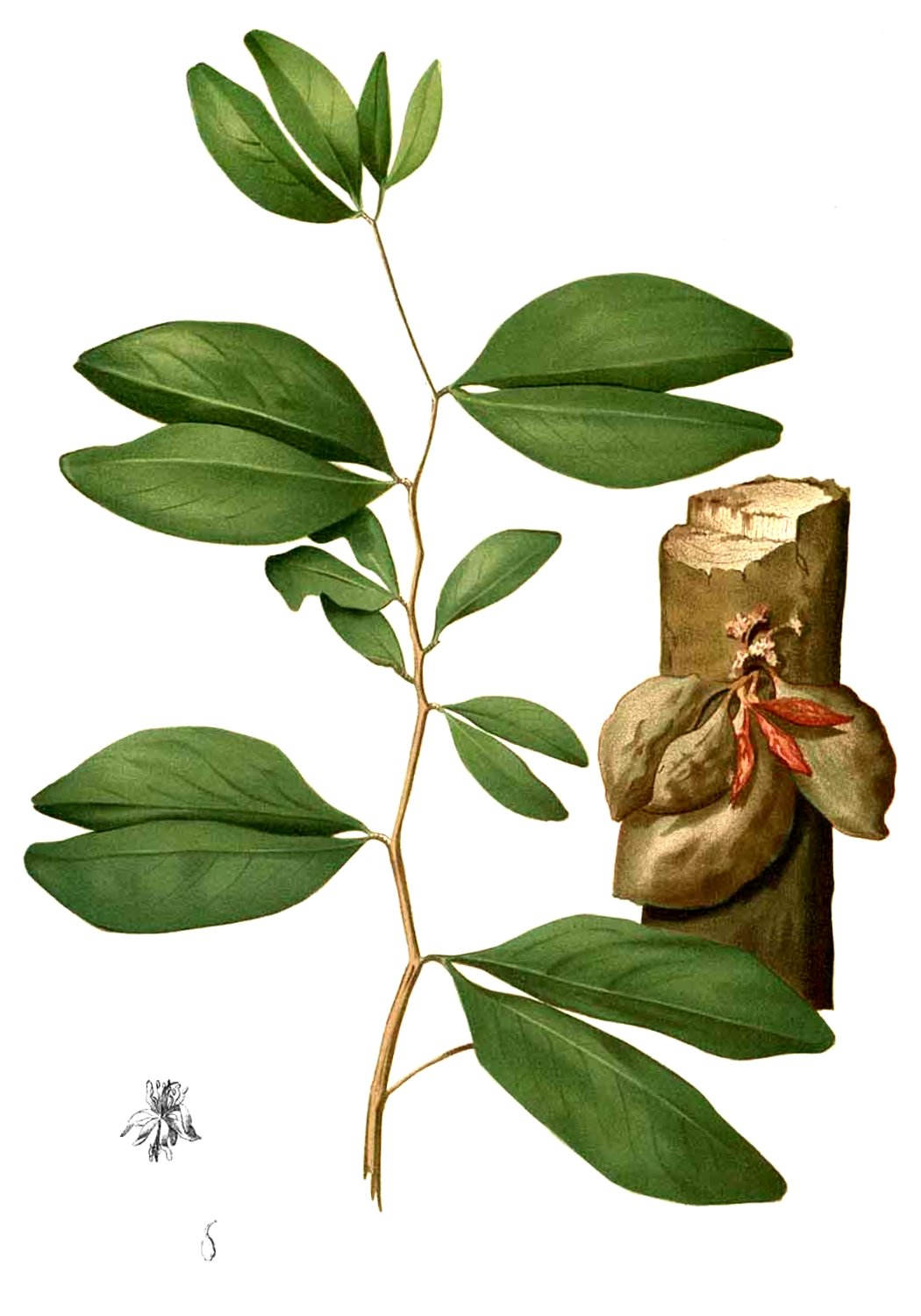
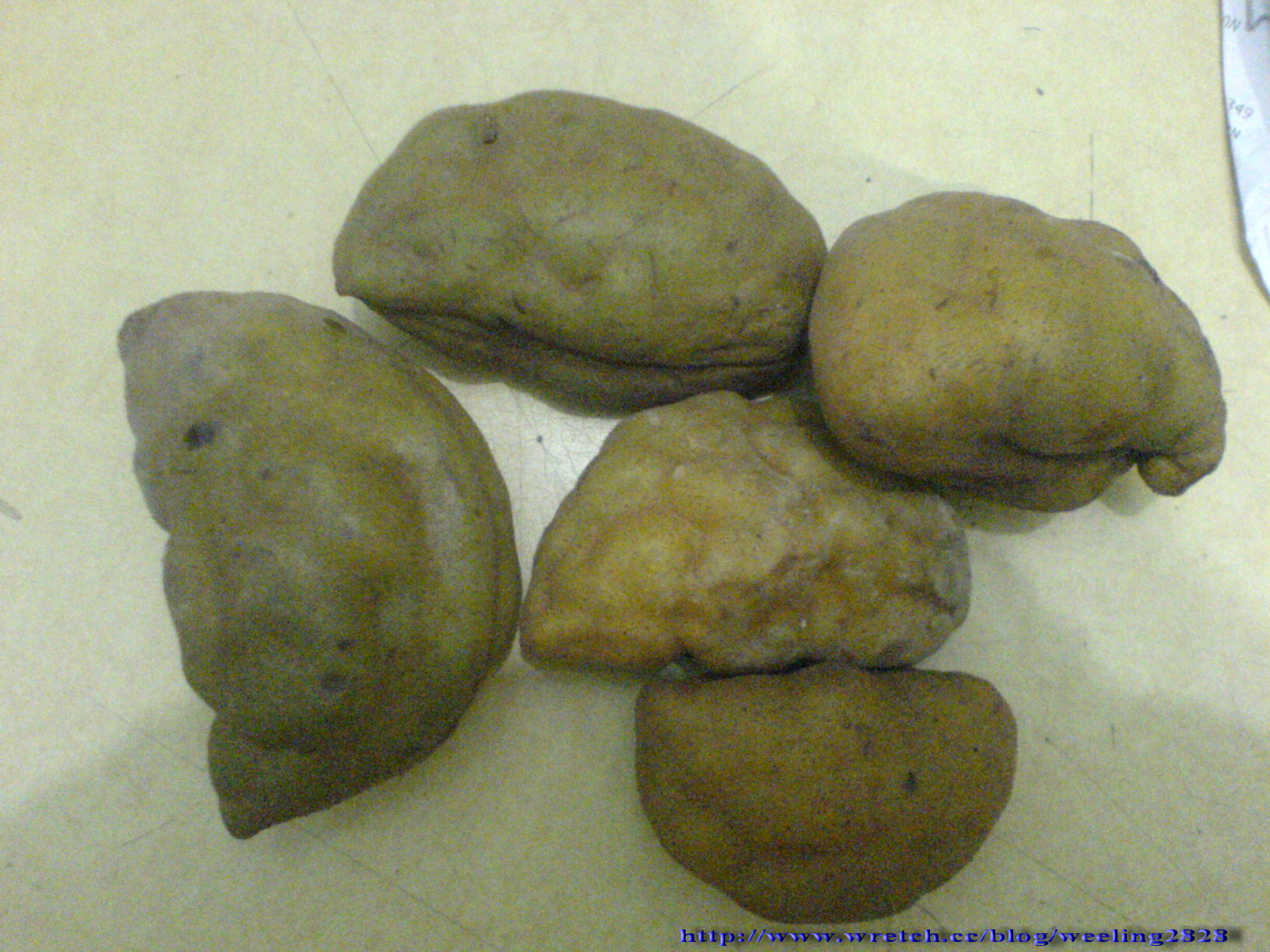